# Словенці в Італії

Словенські діалекти Італії

Словенці Італії — частина словенського етносу, що є автохтонами нинішніх північно-східних земель Італії (прикордонні території області Фріулі-Венеція-Джулія).

## Історія
Слов'яни у районі Істрії, Трієсту та Юлійських Альп з'явилися ще у ранньому середньовіччі. Населене словенцями узбережжя північно-східної Адріатики почергово входилодо до складу Візантії, Венеційської республіки та Австро-Угорської імперії.
В 1910 році, згідно перепису населення, проведеного властями Австро-Угорщини, доля словенців у населенні міста Трієст складала біля 25 %. Абсолютна доля словенців цього міста (56916 чол.) була більшою, аніж усе населення Любляни (46630 чол.). В 1920 році за результатами Першої світової війни район навколо Трієста, населений здебільшого словенцями і хорватами, відійшов до Італії. За даними перепису 1921 року у Венеції-Джулії було зафіксовано 271305 словенців, або 28 % всього населення регіону.
В 1941 році фашистська Італія захопила більшу частину словенських земель з містом Любляною включно. У 1945 році Словенії, яка вже була у складі СФРЮ, було повернуто район Горішка і Обално-Крашка. Місто Трієст остаточно закріплюється за Італією в 1954 році.
У 1971 році в провінції Трієст словенці складали 8,2 % (24706 чол.), в провінції Гориція 4,07 % (10533 чол.), в провінції Удіне 3,3 % (16935 чол.). У 1975 році кордон між Італією та СФРЮ було офіційно підтверджено. В даний час населення цього регіону є етнічно різнорідним: є значна словенська меншина по італійський бік кордону, наявна також певна кількість італійців, що залишились у слов'янських країнах.

## Мова і особливості словенської спільноти Італії
Загальна кількість мовців, що користуються словенською в Італії — біля 100 тис. осіб. В 1920-х — 1940-х роках на цих землях проводилася політика італізації. Сюди масово прибували італійські колоністи. Топоніми, імена та прізвища словенців переінакшувалися на італійський манер, заборонялося говорити словенською мовою у громадських місцях (у тому числі в школах). Як наслідок, до цих пір у провінціях Трієст і Гориція зберігається практика подвійних імен — «офіційного» італійського і «домашнього» словенського. У Резії словенські імена і прізвища італізації піддалися ще раніше, оскільки ці області увійшли до складу Італії за наслідками референдуму 1866 року.
Етнічна межа між романським і слов'янським ареалом досі проходить по Красу: на краському плато живуть словенці, а в низині — італійці. Якщо говорити про провінцію Удіне, то межа між словенцями та фріулами проходить по горах: в горах проживають словенці, а що ближче до низині — то частішими стають поселення фріулів. Останніми роками набувають популярності міжетнічні шлюби, збільшується дисперсність проживання двох етносів.
Регіон словенського прикордоння не є однорідним у мовному плані. На півночі розповсюджений діалект каринтійської групи говірок, тоді як на решті території переважають приморські говори. Літературна форма словенської мови не використовується, більшість послуговується резіянським діалектом. Крім того, збереження словенських діалектів не скрізь однорідне та обумовлене історичним розвитком провінцій. Якщо в провінціях Гориція і Трієст існують школи зі словенською мовою навчання, а у мові старшого покоління фіксується незначне число запозичень з італійської мови (особливо серед жителів міст), то у північних районах регіону (провінція Удіне) двомовна школа існує тільки в Сан-П'єтро-аль-Натізоне з 2004 року.

## Позиція влади
В 2001 році був прийнятий закон про захист словенської етнолінгвістичної автохтонної меншини. За словенською мовою було закріплене використання в адміністративних і судових установах, на цій мові дозволялося подавати запити в офіційні структури й отримувати відповіді. Даний закон обов'язковий для тих громад, де словенці складають більше 15 % виборців, або не менше третини муніципальної ради. Невдовзі у регіоні з'явилися двомовні дорожні вказівники.
Проте під тиском «Національного альянсу» реалізація проекту була відкладена. Праві партії регіональну двомовність розглядають як загрозу національній єдності країни. Так, у законодавстві міста Удіне є положення про те, що етнічна більшість у будь-який момент може відмінити виконання цього закону.

## Національне життя словенців Італії сьогодні
У 2010 році Республіка Словенія законодавчо заявила про свою позицію щодо словенців за кордоном, що позитивно вплинуло на стан справ зі словенською меншиною в Італії.
Найбільш організовані словенці в провінціях Трієст, який є культурним центром для словенів Італії, і Гориція. Словенці в провінції Удіне менш активні. У Трієсті діє «Словенська культурна і економічна асоціація» і «Рада словенських організацій». Існує понад 100 культурних об'єднань, включених в три Федерації («Асоціація словенських культурних товариств», «Словенська Просвіта» в Трієсті та «Асоціація словенської католицької освіти» в Гориції). Спортивна організація — «Асоціація словенських спортивних клубів Італії» охоплює більше 50 клубів. Є й словенські медіа — «Приморський щоденник» і Словенська редакція в Регіональному представництві радіотелекаканалу «RAI» і «Радіо Трієст», а також освітні установи, культурні та економічні організації. Освіта словенською мовою включає в себе мережу дитячих садків, початкових і середніх шкіл. Шкільні програми узгоджені з загальноіталійськими програмами, але доповнені компонентом по словенській мові та літературі, а також з географії та історії.
У Трієсті, Удіне і Римі словенську мову вивчають і на університетському рівні. У 1974 році в Трієсті створений Словенський науково-дослідний інститут (SLORI), також працює Відділ історії та етнографії. Видаються книги словенською мовою, які доступні в місцевих бібліотеках і магазинах. У Трієсті функціонує професійний Словенський постійний театр, а також аматорські театральні трупи. Щорічно в Штевер'яні проводиться фестиваль словенської музики.